# Parti démocrate-chrétien (Espagne)
Pour les articles homonymes, voir Parti démocrate-chrétien.
Le Parti chrétien-démocrate (en espagnol : Partido Demócrata Cristiano, abrégé en PDC) est un parti politique espagnole fondé le 4 avril 1977 et dirigé par Fernando Álvarez de Miranda et José Almagro Nosete, issu de la fusion du Parti populaire chrétien-démocrate (PPDC) et l'Union démocratique espagnole (UDE). Le PDC se présente comme un mouvement démocrate-chrétien et centriste.

## Historique
Le PDC fut officiellement présenté le 13 avril 1977, son président était Fernando Álvarez de Miranda, future Président du Congrès des députés, et son secrétaire général était Íñigo Cavero, ancien membre du PPDC.
C'étant rapproché de l'UDC, le PDC se présente aux élections de 1977 comme membre de la coalition centriste. Sur les 165 députés de l'UDC élus, 17 sont membres du PDC.
Le 12 décembre 1977, le parti accepta de se dissoudre pour faire partie de l'UCD, ce qui fut officialisé le 7 février 1978.